# レスキュー911
『レスキュー911』 (Rescue 911) は、CBSによりアメリカ合衆国で放映されているドキュメンタリードラマ。司会はウィリアム・シャトナー。
もともとこの番組は1989年4月18日と5月19日に放送された単発スペシャル番組だったが、 同年秋からレギュラー番組としてスタートし、1996年に放送終了した。日本では『世界まる見え!テレビ特捜部』で紹介されたこともあった。
なお、911はアメリカ合衆国の緊急通報用電話番号である。

## 概要
ありふれた日常の中で起きるさまざまな事故・内科的救急疾患などといった様々な事故から帝王切開や捜索救難までの出来事に密着したテレビ番組。
煙突から家の中に入ろうとして出られなくなった泥棒といった時折ユーモラスともいえる事故や、ワセリン不足で石膏のマスクが顔からとれなくなった男性の顛末といった緊急度の高くない事故を取り上げることもある。また、木の穴に頭がはまって出られなくなったアライグマといった動物を助ける様子が放送される回もあった。
多くの場合、事故に遭った人の命は助かることが多いが、死者が出た回もあった。

## 海外での扱い

### Rescue 111
ニュージーランドの TV2では1991年から Rescue 911が放送されていた。1992年、CBSの許可を得て、 Rescue 111を放送した（ただし、1996年に放送された最終回において、番組のタイトルは Rescue.となっていた）。
なお、111はニュージーランドの緊急通報用電話番号である。

### Notruf
1992年から2006年8月27日までドイツのRTLは、1992年から『Notruf』というタイトルでこの番組とドイツで起きた事故を合わせて放送した。 

## 受賞歴
| 年   | 賞                             | 結果 | 部門                            | 受賞者                       |
| ---- | ------------------------------ | ---- | ------------------------------- | ---------------------------- |
| 1990 | ピープルズ・チョイス・アワード | 受賞 | Favorite New TV Dramatic Series | -                            |
| 1992 | BMI Film & TV Awards           | 受賞 | BMI TV Music Award              | Scott Roewe and Stu Goldberg |
| 1993 | BMI Film & TV Awards           | 受賞 | BMI TV Music Award              | Scott Roewe and Stu Goldberg |
| 1994 | BMI Film & TV Awards           | 受賞 | BMI TV Music Award              | Scott Roewe and Stu Goldberg |